# Калмозеро
Калмозеро — озеро на территории Ледмозерского сельского поселения Муезерского района Республики Карелии.

## Общие сведения
Площадь озера — 7,7 км², площадь водосборного бассейна — 2590 км². Располагается на высоте 136,8 метров над уровнем моря.
Форма озера лопастная. Берега изрезанные, каменисто-песчаные, местами заболоченные.
Через озеро протекает река Чирко-Кемь.
С юго-восточной стороны в Калмозеро впадает протока из озера Новинка.
В озере не менее четырёх безымянных островов различной площади.
Северо-восточнее от озера располагается посёлок Тикша, к которому подходит автодорога местного значения 86К-176 («Тикша — Реболы»).
Код объекта в государственном водном реестре — 02020000911102000005292.

## Панорама

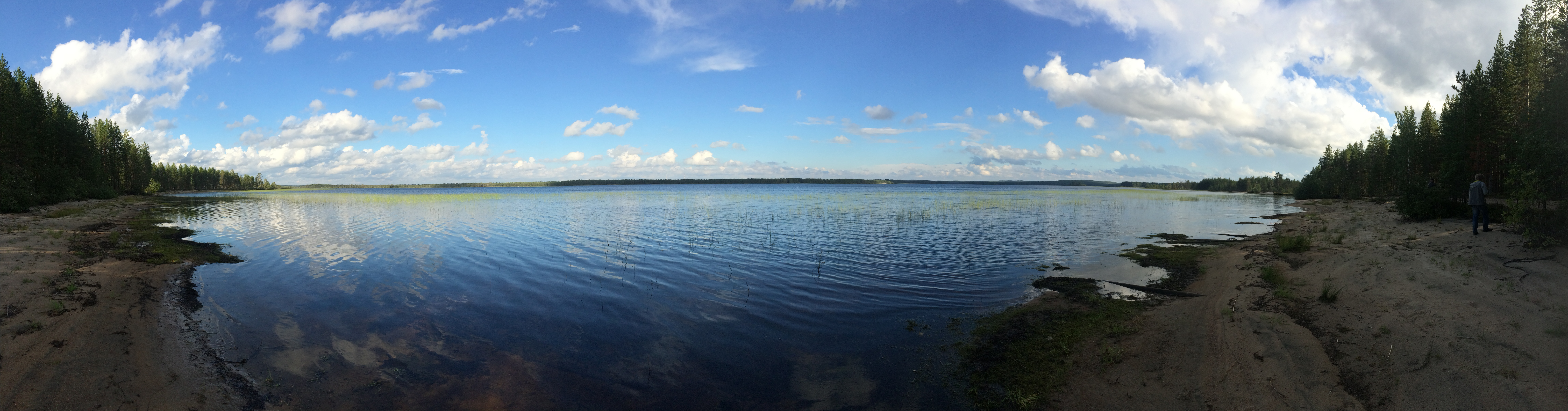
Панорама